# Román Piña Homs
Román Piña Homs (Palma, 1937) és un jurista i historiador mallorquí. Llicenciat (1960) i doctorat (1977) en dret per la Universitat de Barcelona. El 1987 fou catedràtic d'història del dret a la Universitat de les Illes Balears, i abans va ser professor i catedràtic interí a la Universitat de Barcelona. Actualment, és el director del Departament de Dret Públic de la Universitat de les Illes Balears.
Ha estat secretari general del patronat promotor de la Universitat de les Illes Balears, rector de la Universitat Internacional del Mediterrani amb seu a Eivissa. És acadèmic corresponent de la Reial Acadèmia de la Història, de l'Acadèmia de Bones Lletres de Barcelona, de l'Instituto Peruano de Investigaciones Históricas, de l'Academia de Estudios Genealògicos y Heráldicos de Méjico i de l'Accademia Archeologica Italiana; acadèmic d'honor de l'Academia Puertorriqueña de Estudios Históricos; acadèmic i president de l'Acadèmia Mallorquina d'Estudis Genealògics, Heràldics i Històrics i Magister de la Maioricencis Schola Lullistica.
El 1989 li fou atorgada la creu d'Alfons X el Savi. La seva trajectòria científica es concreta en el camp del dret històric espanyol, en el de l'Amèrica hispana i, sobretot, en les institucions del dret públic del regne de Mallorca. També ha estat col·laborador de la Gran Enciclopèdia de Mallorca en temes relacionats amb les institucions jurídiques. També col·labora com a columnista al Diario el Mundo/El Día de Baleares i a la cadena radiofònica COPE. El 2004 va rebre el Premi Ramon Llull i en 2015 la Medalla d'Or de les Illes Balears.

## Obres
- El Gran i General Consell de Mallorca (1977)
- Alfons el Savi i Ramon Llull: el seu concepte d'ordre polític (1984)
- El Consolat de Mar (1985)
- Catalanes y mallorquines en la fundación de California (1988)
- Les institucions parlamentàries del regne de Mallorca, dins la Corona d'Aragó (1989)
- La debatuda exclusió catalano-aragonesa de la conquesta d'Amèrica (1991)
- El derecho histórico del Reino de Mallorca (1995).
- Fundamentos jurídicos de Europa (2001)
- Ser de los nuestros (2016)[4]